# Tragedia di Superga
La tragedia di Superga fu un incidente aereo avvenuto il 4 maggio 1949 a Torino. Alle ore 17:03 il Fiat G.212 della compagnia aerea ALI, registrato come I-ELCE, con a bordo l'intera squadra del Grande Torino, si schiantò contro il muraglione del terrapieno posteriore della basilica di Superga, che sorge sulla collina torinese.
Nell'incidente perse la vita l'intera squadra del Torino, vincitrice di cinque scudetti consecutivi dalla stagione 1942-1943 alla stagione 1948-1949 e che costituiva la quasi totalità della Nazionale italiana. Nell'incidente morirono anche i dirigenti della squadra e gli accompagnatori, l'equipaggio e tre noti giornalisti sportivi italiani: Renato Casalbore (fondatore di Tuttosport); Renato Tosatti (della Gazzetta del Popolo, padre di Giorgio Tosatti) e Luigi Cavallero (La Nuova Stampa). Il compito di identificare le salme fu affidato all'ex commissario tecnico della Nazionale Vittorio Pozzo, che aveva portato quasi tutto il Torino in Nazionale.

## Antefatti

La squadra del Grande Torino

La squadra, assoluta dominatrice dei precedenti quattro campionati e in procinto di conquistare il quinto, disputò l’ultima partita della stagione 1948-1949 il 30 aprile 1949 a San Siro contro l’Inter, conclusa col risultato di 0-0. L’ultimo incontro casalingo, invece, fu la partita contro il Modena, giocata allo stadio Filadelfia il 17 aprile precedente; finì 3-1 per i granata, con reti di Mazzola, Menti II e Ballarin per il Torino e Cavazzuti per i modenesi. 
Il giorno dopo la partita contro i nerazzurri, i granata partirono per il Portogallo per giocare un'amichevole contro il Benfica, organizzata per aiutare il capitano della squadra lusitana Francisco Ferreira, in difficoltà economiche. La partita, disputata il 3 maggio allo Stadio nazionale di Jamor di Lisbona, si concluse 4-3 per i lusitani, con reti di Ossola, Bongiorni e Menti per il Torino. 
Due giocatori granata non presero parte alla trasferta portoghese: il difensore Sauro Tomà, infortunato al menisco, e il portiere di riserva Renato Gandolfi (gli fu preferito il terzo portiere Dino Ballarin, fratello del terzino Aldo, che intercedette per lui). Non prese il volo per Lisbona neanche il capitano della Primavera granata Luigi Giuliano, da poco tempo in pianta stabile in prima squadra, bloccato da un'influenza. 
Pur invitati, furono costretti a declinare l’invito anche l'ex C.T. della Nazionale Vittorio Pozzo (il Torino preferì assegnare il posto a Cavallero), il radiocronista Nicolò Carosio (bloccato dalla cresima del figlio), il calciatore Tommaso Maestrelli (invitato ad aggregarsi alla squadra per l'amichevole da Valentino Mazzola pur giocando nella Roma, che non prese il volo poiché non riuscì a rinnovare in tempo il passaporto) e il presidente del Torino Ferruccio Novo, alle prese con una broncopolmonite.

## Il volo e l'incidente

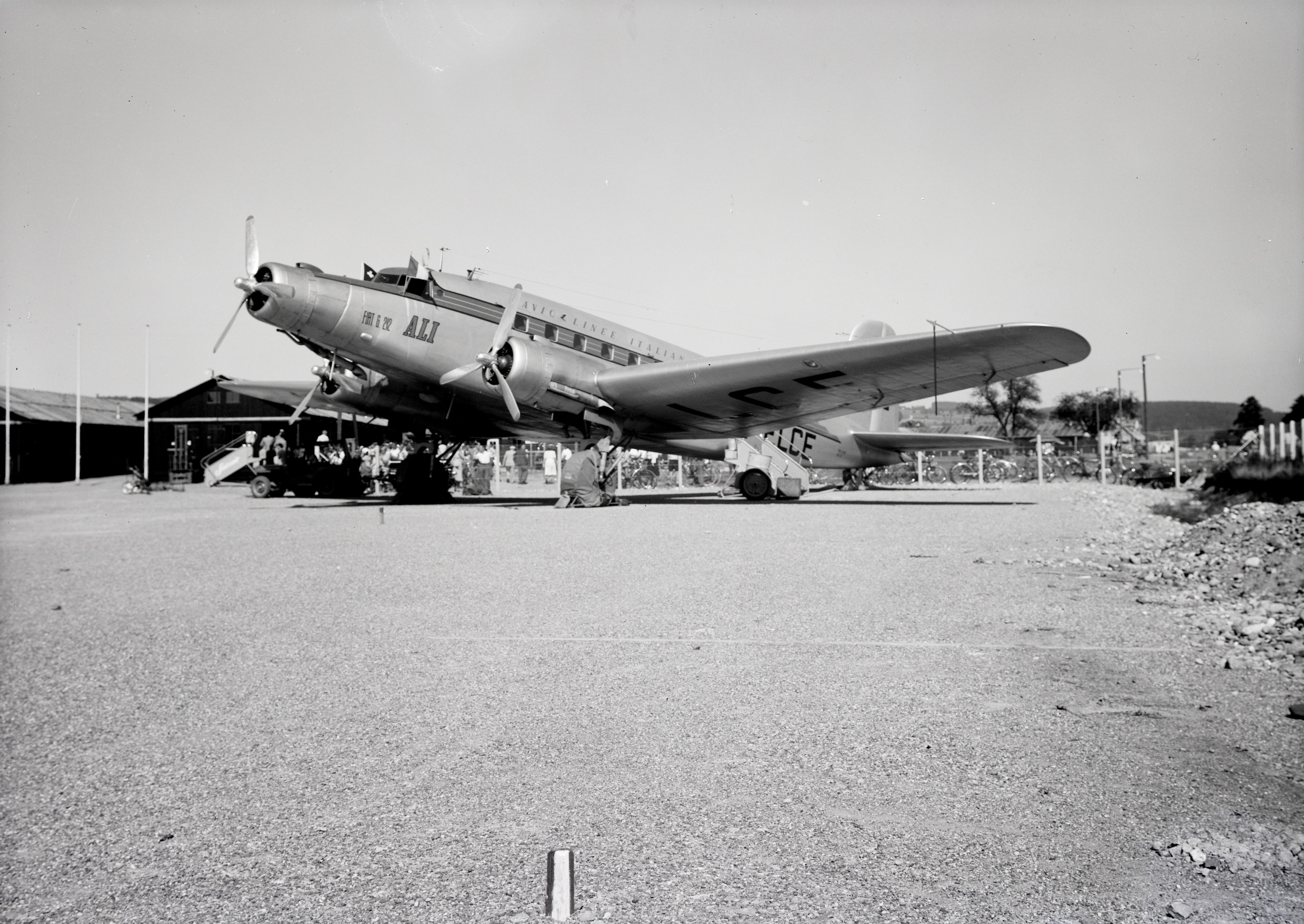
L'aeromobile I-ELCE

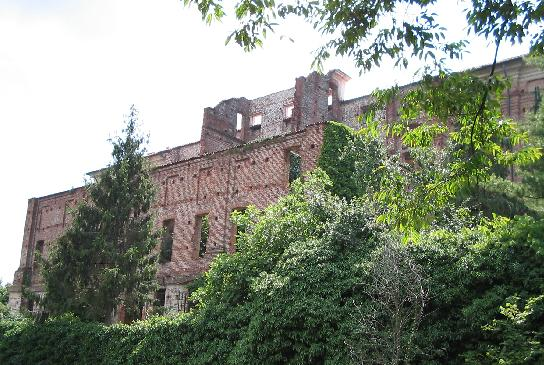
Il muraglione posteriore della basilica di Superga. Credenza popolare è che sia stato danneggiato dall'aereo: in realtà fu un progetto di espansione della basilica mai ultimato

Il trimotore Fiat G.212, operato dalle Avio Linee Italiane e con marche I-ELCE, decollò da Lisbona alle 9:40 di mercoledì 4 maggio 1949. Il comandante del velivolo era il tenente colonnello Pierluigi Meroni.
Dopo uno scalo intermedio all'aeroporto di Barcellona, alle 14:50 l'aereo decollò con destinazione l'aeroporto di Torino-Aeritalia. La rotta pianificata prevedeva di sorvolare le località di Cap de Creus, Tolone, Nizza, Albenga e Savona. All'altezza di Savona l'aereo virò verso nord, in direzione del capoluogo subalpino, dove si prevedeva di giungere in una trentina di minuti. Nel frattempo le condizioni meteorologiche su Torino stavano diventando pessime. Alle 16:55 il controllore del traffico aereo dell'aeroporto di Aeritalia comunicò ai piloti la situazione meteo: nubi quasi a contatto col suolo, rovesci di pioggia, forte libeccio con raffiche, visibilità sui 40 metri.
La torre chiese anche un riporto di posizione. Dopo qualche minuto di silenzio alle 16:59 arrivò la risposta: "Quota 2.000 metri. QDM su Pino, poi tagliamo su Superga". L'equipaggio infatti stava procedendo verso il radiofaro di Pino Torinese, che si trova tra Chieri e Baldissero Torinese, a sud est di Torino.
Giunti sulla verticale di Pino, mettendo 290 gradi di prua l'aereo si sarebbe allineato con la pista dell'Aeritalia, a circa 9 chilometri di distanza, a 305 metri di altitudine. Poco più a nord di Pino Torinese c'è il colle di Superga con l'omonima basilica, in posizione dominante a 669 metri di altitudine. Si ipotizzò che, a causa del forte vento al traverso sinistro, l'aereo nel corso della virata potesse aver subìto una deriva verso destra, che lo spostò dal normale sentiero di discesa e lo allineò, invece che con la pista, con la collina di Superga; a seguito di recenti indagini è emersa la possibilità che l'altimetro si fosse bloccato sui 2 000 metri e quindi avesse indotto i piloti a credere di essere a tale quota, mentre erano a soli 600 metri dal suolo.
Alle ore 17:03 l'aereo, eseguita la virata verso sinistra e iniziata la manovra per l'avvicinamento, si schiantò invece contro il terrapieno posteriore della basilica di Superga ad una velocità di 180 km/h. Analizzando il relitto e la disposizione dei rottami non furono riscontrati tentativi di riattaccata o virata. L'unica parte del velivolo rimasta parzialmente intatta fu l'impennaggio.
Alle 17:05 Aeritalia Torre cercò di mettersi in contatto con il volo, non ricevendo alcuna risposta. Delle 31 persone a bordo non si salvò nessuno.

## Conseguenze
A riconoscere i corpi dei giocatori e dei dirigenti fu chiamato l'allenatore Vittorio Pozzo. I funerali delle vittime si svolsero il 6 maggio presso il duomo di Torino e videro un'imponente partecipazione popolare: oltre 600 000 persone si riversarono infatti per le strade del capoluogo sabaudo a salutare per l'ultima volta i calciatori. Tra i presenti anche Giulio Andreotti, in rappresentanza del Governo, e Ottorino Barassi, presidente della FIGC. La camera ardente si tenne a Palazzo Madama, situato nella centralissima piazza Castello. Vittorio Veltroni, redattore capo cronache della Rai, effettuò la radiocronaca in diretta delle esequie della squadra.
Il campionato però non era ancora finito e così i granata schierarono la formazione giovanile per le quattro partite rimanenti; lo stesso fecero gli avversari in segno di rispetto (Genoa, Palermo, Sampdoria e Fiorentina); al termine del campionato, la Federcalcio proclamò il Torino campione d’Italia: fu il sesto titolo per i granata, il quinto consecutivo. La squadra tornerà a vincere lo scudetto solo 27 anni più tardi, nella stagione 1975-1976. 
Lo choc derivante dall’incidente fu tale che l'anno seguente la Nazionale italiana scelse di recarsi ai Mondiali in Brasile con un viaggio di due settimane in nave anziché usare l'aereo, il cui viaggio sarebbe durato molto meno (35 ore).

## Memorie
I resti dell'aereo, tra cui un'elica, uno pneumatico e pezzi sparsi della fusoliera, ma anche le valigie di Mazzola, Maroso ed Erbstein, sono conservati nel Museo del Grande Torino e della Leggenda Granata, ospitato nella Villa Claretta Assandri di Grugliasco, inaugurato il 4 maggio 2008 nel 59º anniversario della tragedia.
Sette dei diciotto calciatori vennero sepolti presso il cimitero monumentale di Torino; altri dieci giocatori sono stati invece sepolti presso i propri comuni d'appartenenza, dopo aver ricevuto delle seconde esequie in forma privata. La salma di Eusebio Castigliano, che originariamente si trovava nel capoluogo piemontese, negli anni novanta è stata traslata nel cimitero del suo paese d’origine, Carmagnola, a pochi chilometri da Torino.
Calciatori a parte, tutti coloro che si trovavano nell'aereo sono stati sepolti nel cimitero della città, con le uniche eccezioni dell'allenatore inglese Leslie Lievesley e dei membri dell'equipaggio, per un totale di quindici salme: undici di esse, fra le quali quelle di sei calciatori, riposano insieme nello stesso loculario ubicato nella Quinta Ampliazione.

## Le vittime

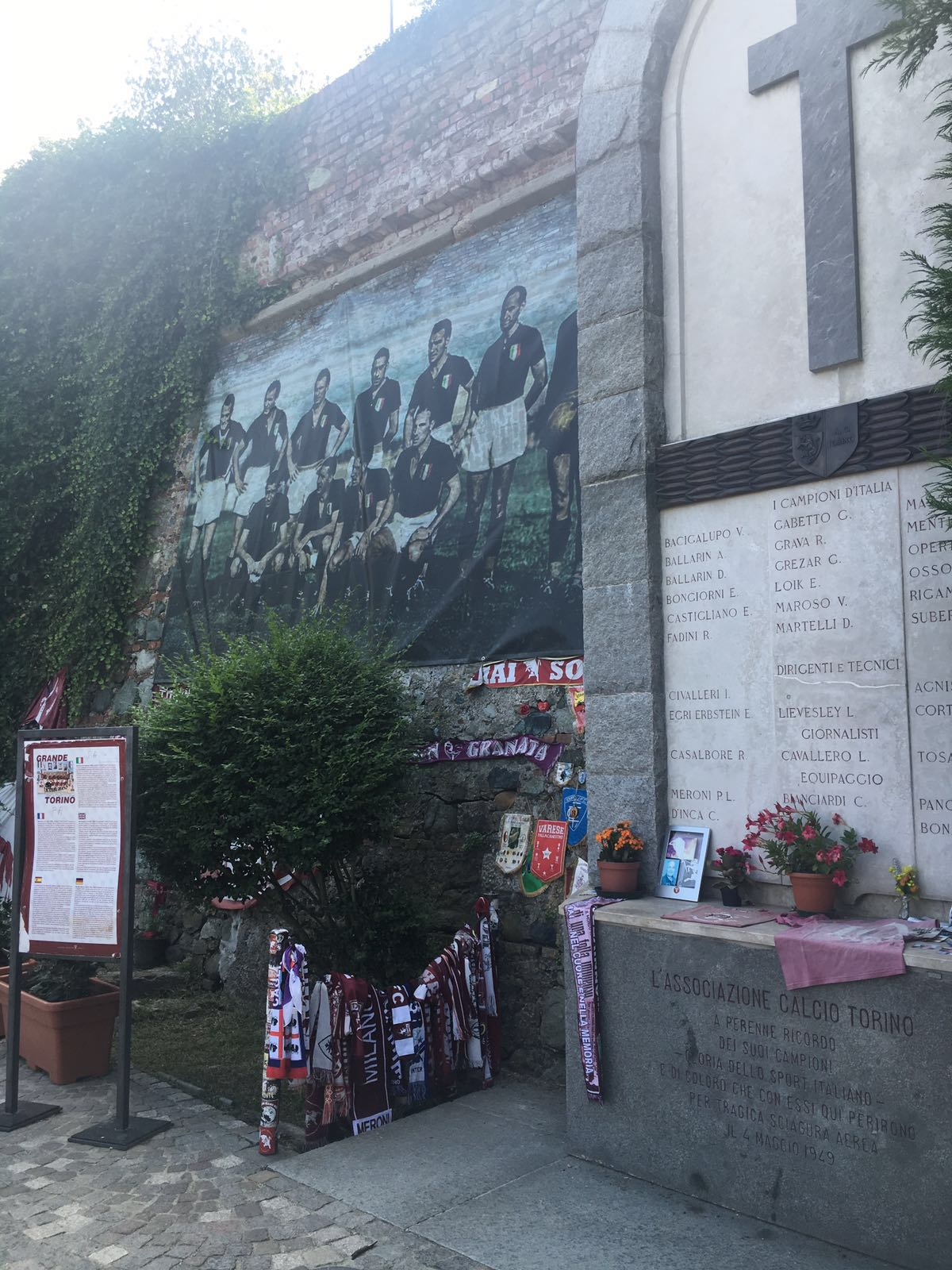
La lapide commemorativa sul luogo della tragedia

Tra parentesi è indicata l'età e il ruolo dei giocatori al momento dell'incidente, in seguito il luogo del camposanto dove hanno ricevuto sepoltura.
Giocatori
- Valerio Bacigalupo (25, portiere), cimitero di Bossarino, Vado Ligure (SV);
- Aldo Ballarin (27, difensore), cimitero di Chioggia (VE);
- Dino Ballarin (25, portiere), cimitero di Chioggia (VE);
- Émile Bongiorni (28, attaccante), cimitero di Fontenay-sous-Bois (Francia);
- Eusebio Castigliano (28, mediano), cimitero di Carmagnola (TO);
- Rubens Fadini (21, centrocampista), cimitero di Arcore (MB);
- Guglielmo Gabetto (33, attaccante), cimitero monumentale di Torino;
- Ruggero Grava (27, centravanti), cimitero parigino di Saint-Ouen, Francia;
- Giuseppe Grezar (30, mediano), cimitero di Sant'Anna, Trieste (TS);
- Ezio Loik (29, mezzala destra), cimitero monumentale di Torino;
- Virgilio Maroso (23, terzino sinistro), cimitero monumentale di Torino;
- Danilo Martelli (25, mediano e mezzala), cimitero di Castellucchio (MN);
- Valentino Mazzola (30, attaccante e centrocampista, capitano), cimitero monumentale di Torino;
- Romeo Menti (29, attaccante), cimitero monumentale della Misericordia, Antella di Bagno a Ripoli (FI);
- Piero Operto (22, difensore), cimitero monumentale di Torino;
- Franco Ossola (27, attaccante), cimitero monumentale di Torino (tomba di famiglia);
- Mario Rigamonti (26, difensore), cimitero di Capriolo (BS);
- Július Schubert (26, mezzala), cimitero monumentale di Torino.

Dirigenti
- Egidio Agnisetta (55, direttore generale), cimitero monumentale di Torino (tomba di famiglia);
- Ippolito Civalleri (66, dirigente accompagnatore), cimitero monumentale di Torino (tomba di famiglia);
- Andrea Bonaiuti (36, organizzatore delle trasferte), cimitero monumentale di Torino.

Allenatori
- Egri Erbstein (50, direttore tecnico), cimitero monumentale di Torino;
- Leslie Lievesley (37, allenatore), cimitero annesso alla chiesa di Saint Michael di Rossington, distretto di Doncaster (Regno Unito);
- Ottavio Cortina (52, massaggiatore), cimitero monumentale di Torino.

Giornalisti
- Renato Casalbore (58, Tuttosport), cimitero monumentale di Torino (tomba di famiglia);
- Renato Tosatti (40, Gazzetta del Popolo), cimitero monumentale di Torino;
- Luigi Cavallero (42, La Nuova Stampa), cimitero monumentale di Torino.

Equipaggio
- Pierluigi Meroni (33, primo pilota), cimitero monumentale di Milano;
- Cesare Bianciardi (34, secondo pilota), cimitero della Misericordia di Livorno;
- Celeste D'Incà (44, motorista), cimitero monumentale di Sesto San Giovanni (MI);
- Antonio Pangrazzi (42, radiotelegrafista), cimitero maggiore di Milano.